# Dragoslav Jevrić
Dragoslav Jevrić (kyrilliska: Драгослав Јеврић), född 8 juli, 1974 i Ivangrad i Jugoslavien (nuvarande Montenegro), är en serbisk före detta fotbollsmålvakt.
Han var med i Serbiens och Montenegros trupp till Världsmästerskapet i fotboll 2006.